# Université d'État Wright
L'université d'État Wright (en anglais : Wright State University ou WSU) est une université américaine située à Fairborn, à côté de Dayton, dans l'Ohio. Elle a été nommée ainsi en l'honneur des frères Wright, originaires de la ville de Dayton.

## Événements
- Raw 20 janvier 2014

## Source
- (en) Cet article est partiellement ou en totalité issu de l’article de Wikipédia en anglais intitulé « Wright State University » (voir la liste des auteurs).